# Conjugare
O parte din paradigma verbului correr „a fugi”, din limba spaniolă.
Legendă:
corr- – rădăcina verbului     – persoana I     – persoana a II-a     – persoana a III-ao persoană – singular
două persoane – plural
soarele la apus – indicativ perfect simplu
soarele la zenit – indicativ prezent
luna – viitor simplu

O parte din paradigma verbului correr „a fugi”, din limba spaniolă.
Legendă:
corr- – rădăcina verbului
– persoana I
– persoana a II-a
– persoana a III-ao persoană – singular
două persoane – plural
soarele la apus – indicativ perfect simplu
soarele la zenit – indicativ prezent
luna – viitor simplu

În morfologie, conjugarea este, într-una din accepțiunile termenului, flexiunea verbului, adică modificarea formei sale în funcție de anumite categorii gramaticale specifice. În limba română, acestea sunt persoana, numărul, timpul, modul și diateza. În unele limbi poate fi vorba de mai puține categorii, în altele – de mai multe. De exemplu, în limbile slave, categoriilor amintite li se adaugă și aspectul. Ansamblul formelor unui verb constituie paradigma sa. Pe de altă parte sunt și limbi fără conjugare, de exemplu limba chineză.
În altă accepțiune, o conjugare este o clasă de verbe definită după anumite caracteristici. De exemplu, în gramatica tradițională a limbii române sunt stabilite patru conjugări, după terminația formei scurte a infinitivului:

- conjugarea I: terminația -a (exemplu a cânta);
- conjugarea a II-a: -ea (a tăcea);
- conjugarea a III-a: -e (a face);
- conjugarea a IV-a: -i (a veni) și -î (a coborî). [4]

## Exemplu de conjugare
Verbul a fi la indicativ prezent, în mai multe limbi indo-europene:
|               |                                                       |             |                         |                        |                                    |                   |            |                                                   |  |
| Romanice      | Latină                                                | esse        | sum                     | es                     | est                                | sumus             | estis      | sunt                                              |  |
| Romanice      | Română                                                | a fi        | sunt                    | ești                   | este                               | suntem            | sunteți    | sunt                                              |  |
| Romanice      | Aromână                                               | hiri / hire | escu                    | eshti                  | easti                              | him               | hits       | suntu                                             |  |
| Romanice      | Meglenoromână                                         | iri         | sam / sunt / escu / i̯es | i̯eș / eștšă / i̯eștšă   | i̯asti / ăi̯ / ii̯                    | im                | iț         | sa / săn                                          |  |
| Romanice      | Istroromână                                           | fi          | i̭ó sâm                  | tú sti / tú ști / tú-ș | i̭é-i̭ „el este”, i̭å-i̭ „ea este”     | nói̭ smo / nói̭ sno | vói̭ ste    | i̭élʼ âs / escu „ei sunt”, i̭åle-s / scu „ele sunt” |  |
| Romanice      | Italiană                                              | essere      | sono                    | sei                    | è                                  | siamo             | siete      | sono                                              |  |
| Romanice      | Sardă                                                 | essere      | so                      | ses                    | est                                | semus             | sezis      | sunt                                              |  |
| Romanice      | Franceză                                              | être        | suis                    | es                     | est                                | sommes            | êtes       | sont                                              |  |
| Romanice      | Catalană                                              | ser         | sóc                     | ets                    | és                                 | som               | sou        | són                                               |  |
| Romanice      | Spaniolă                                              | ser         | soy                     | eres                   | es                                 | somos             | sois       | son                                               |  |
| Romanice      | Galiciană                                             | ser         | son                     | es                     | é                                  | somos             | sodes      | son                                               |  |
| Romanice      | Portugheză                                            | ser         | sou                     | és                     | é                                  | somos             | sois       | são                                               |  |
| Romanice      | Occitană                                              | èsser       | soi                     | ès / sès               | es                                 | sèm               | sèts       | son                                               |  |
|               |                                                       |             |                         |                        |                                    |                   |            |                                                   |  |
| Germanice     | Engleză                                               | be          | am                      | are                    | is                                 | are               | are        | are                                               |  |
| Germanice     | Germană                                               | sein        | bin                     | bist                   | ist                                | sind              | seid       | sind                                              |  |
| Germanice     | Idiș transliterare                                    | זײַן zein    | בין bin                 | ביסט bist              | איז iz                             | זענען zenen       | זענט zent  | זענען zenen                                       |  |
| Germanice     | Olandeză                                              | zijn        | ben                     | bent                   | is                                 | zijn              | zijn       | zijn                                              |  |
| Germanice     | Afrikaans                                             | wees        | is                      | is                     | is                                 | is                | is         | is                                                |  |
| Germanice     | Islandeză                                             | vera        | er                      | ert                    | er                                 | erum              | eruð       | eru                                               |  |
| Germanice     | Feroeză                                               | vera        | eri                     | ert                    | er                                 | eru               | eru        | eru                                               |  |
| Germanice     | Norvegiană (bokmål)                                   | være        | er                      | er                     | er                                 | er                | er         | er                                                |  |
| Germanice     | Daneză                                                | være        | er                      | er                     | er                                 | er                | er         | er                                                |  |
| Germanice     | Suedeză                                               | vara        | är                      | är                     | är                                 | är                | är         | är                                                |  |
|               |                                                       |             |                         |                        |                                    |                   |            |                                                   |  |
| Celtice       | Irlandeză                                             | bheith      | bím                     | bíonn                  | bíonn                              | bímid             | bíonn      | bíonn                                             |  |
|               |                                                       |             |                         |                        |                                    |                   |            |                                                   |  |
| Albaneză      | Albaneză                                              |             | jam                     | je                     | është                              | jemi              | jeni       | janë                                              |  |
|               |                                                       |             |                         |                        |                                    |                   |            |                                                   |  |
| Slave         | Cehă                                                  | být         | jsem                    | jsi                    | je                                 | jsme              | jste       | jsou                                              |  |
| Slave         | Poloneză                                              | być         | jestem                  | jesteś                 | jest                               | jesteśmy          | jesteście  | są                                                |  |
| Slave         | Rusă transliterare                                    | быть byt'   | есть yest'              | есть yest'             | есть yest'                         | есть yest'        | есть yest' | есть yest'                                        |  |
| Slave         | Ucraineană transliterare                              | бути buty   | є ye                    | є ye                   | є ye                               | є ye              | є ye       | є ye                                              |  |
| Slave         | Sârbă / Croată (aspect imperfectiv, formă accentuată) | biti        | jesam                   | jesi                   | jeste (sârbă) / jest / je (croată) | jesmo             | jeste      | jesu                                              |  |
| Slave         | Sârbă / Croată (imperfectiv, formă neaccentuată)      | biti        | sam                     | si                     | je                                 | smo               | ste        | su                                                |  |
| Slave         | Sârbă / Croată (aspect perfectiv)                     | biti        | budem                   | budeš                  | bude                               | budemo            | budete     | budu                                              |  |
|               |                                                       |             |                         |                        |                                    |                   |            |                                                   |  |
| Indo-iraniene | Sanscrită transliterare                               | अस्ति]] asti  | अस्मि asmi                | असि asi                 | अस्ति asti                           | स्मः smah           | स्थ stha    | सन्ति santi                                         |  |
| Indo-iraniene | Hindi transliterare                                   | होना]] honā   | हूँ hū̃                    | है hai                  | है hai                              | हैं haĩ             | हो ho       | हैं haĩ                                             |  |